# HD40277
HD40277 — хімічно пекулярна зоря спектрального класу A1, що має видиму зоряну величину в смузі V приблизно  8,3.
Вона  розташована на відстані близько 672,5 світлових років від Сонця.

## Пекулярний хімічний вміст
Зоряна атмосфера HD40277 має підвищений вміст 
Cr
.